# نشانه آدسون

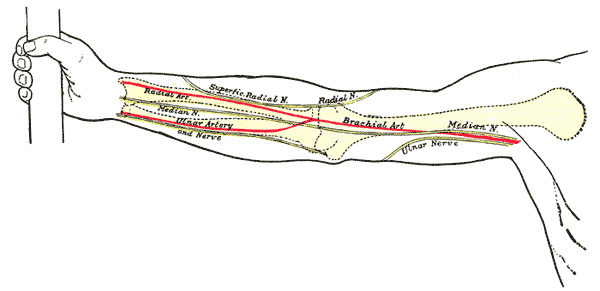
تصویری از سطح قدامی اندام فوقانی راست.

نشانه آدسون (انگلیسی: Adson's sign) به فقدان نبض شریان رادیال گفته می‌شود هنگامی که سر به عقب و همان سمت بازو چرخانده شده و فرد یک نفش عمیق بکشد.
این نشانه گاهی به‌عنوان علامتی از نشانگان خروجی قفسه سینه در نظر گرفته می‌شود و نامش را از آلفرد واشینگتن آدسون می‌گیرد.